# Ардуханян Армен Арамаісович
Арме́н Арамаі́сович Ардуханя́н (9 квітня 1994, Степанівка, Донецька область — 10 травня 2023, Спірне, Донецька область) — молодший сержант Збройних сил України, учасник російсько-української війни. Герой України (2025, посмертно).

## Життєпис
Народився 9 квітня 1994 року в селі Степанівка Олександрівського району Донецької області. Навчався в місцевій школі. У 2011—2014 роках навчався в Донецькому гірничому технікумі імені Т. Є. Абакумова. З 2014 року працював на шахті. У 2019 році підписав контракт зі Збройними силами України. Був сапером у 54-й окремій механізованій бригаді. Під час повномасштабного російського вторгнення його військова частина перебувала поблизу міста Курахове. 12 березня 2022 року зазнав поранення та контузії. 6 серпня 2022 року присвоєно звання молодшого сержанта. Загинув 10 травня 2023 року в районі села Спірне на Донеччині.

## Нагороди
- Звання Герой України з удостоєнням ордена «Золота Зірка» (13 червня 2025, посмертно) — за особисту мужність і героїзм, виявлені у захисті державного суверенітету та територіальної цілісності України, самовіддане служіння Українському народові[2].
- Орден «За мужність» III ступеня (20 жовтня 2022) — за особисту мужність і самовіддані дії, виявлені у захисті державного суверенітету та територіальної цілісності України, вірність військовій присязі[3].
- Відзнака Головнокомандувача ЗСУ «Сталевий хрест»[4].